# 田中宏昌
田中 宏昌（たなか ひろまさ、1981年9月28日 - ）は、日本の陸上競技選手。専門は十種競技を主とする混成競技。山口県玖珂郡大畠町（現・柳井市）出身。高水高等学校、日本大学卒業。モンテローザ所属、選手を経て現在はヤマダホールディングス陸上競技部トラック&フィールド監督。世界陸上競技選手権大阪大会男子日本代表。2009年アジア陸上競技選手権大会優勝者。

## 略歴
父親が国体で入賞経験を持つ投擲種目の選手である家庭に生まれ育ち、中学時代までは投手として野球に打ち込んでいた。高校入学後に陸上競技へと転向し、父の指導のもと投擲競技に取り組んだ。1999年岩手インターハイではやり投4位、円盤投5位の成績を残した。高校卒業後は日本大学へ進学、2000年大学1年時のインカレ観戦がきっかけとなり十種競技を始めた。日本大学の先輩には澤野大地がおり、助言を仰ぎながら競技力の向上に取り組んだという。日本インカレ十種競技では2001年第70回大会3位、2002年第71回大会2位の成績を残し、2003年第72回大会では7458点を記録して優勝を飾った。大学卒業後に進んだモンテローザでは魚民に勤務し調理からホールまで店舗業務を担当しながら、日本大学で練習を行なっていた。
2004年から2008年まで日本選手権の十種競技を5連覇した。その中でも2006年6月25日金沢で開催された第90回日本選手権十種競技では、金子宗弘、松田克彦に次ぐ日本歴代3位（当時）の記録となる7803点を叩き出し、世界陸上競技選手権大阪大会の参加標準記録Bを突破した。この時の各種目の成績は次のとおりである。1日目100m10秒87、走幅跳7m16、砲丸投12m07、走高跳1m87、400m49秒85、2日目110mH15秒06、円盤投40m21、棒高跳5m10、やり投63m94、1500m4分38秒22。
国際大会へも日本代表として出場を重ねている。2005年仁川で開催されたアジア陸上競技選手権大会十種競技では7351点を記録し3位。2006年12月ドーハで開催されたアジア競技大会十種競技では棒高跳で記録なしとなり、10位となった。2007年9月の世界陸上競技選手権大阪大会十種競技には日本人として1993年シュトゥットガルト大会の松田・金子以来となる出場を果たし、7629点を記録して19位に入った。2009年11月広州で開催されたアジア陸上競技選手権大会十種競技に出場し、7515点を刻んで優勝を飾った。
競技種目が十種に及ぶため練習時間の配分と、十種競技2日間の体力配分を考えて得点減を避けるなど戦略考察を大事にしている。BS-i『超・人』によると、日本陸上競技連盟の松田克彦監督は（田中が）身長が177cmながら両腕を広げた長さが192cmと長く、その身体的特徴を投擲と棒高跳に生かしていると解説した。100m、棒高跳、やり投、円盤投が得意種目であるという。2013年の第97回日本選手権を最後に現役を引退、同社及び後身たるヤマダ電機の陸上競技部監督として後進の指導に当たっている。

## 主な戦績
| 年度 | 大会名                       | 開催地 | 種目     | 順位 | 記録 | 備考        |
| ---- | ---------------------------- | ------ | -------- | ---- | ---- | ----------- |
| 2004 | 第88回日本陸上競技選手権大会 | 川崎市 | 十種競技 | 優勝 | 7364 |             |
| 2005 | 第89回日本陸上競技選手権大会 | 新宿区 | 十種競技 | 優勝 | 7477 |             |
| 2005 | アジア陸上競技選手権大会     | 仁川   | 十種競技 | 3位  | 7351 |             |
| 2006 | 第90回日本陸上競技選手権大会 | 金沢市 | 十種競技 | 優勝 | 7803 | 日本歴代3位 |
| 2006 | アジア競技大会               | ドーハ | 十種競技 | 10位 | 6354 |             |
| 2007 | 第91回日本陸上競技選手権大会 | 伊勢市 | 十種競技 | 優勝 | 7550 |             |
| 2007 | 世界陸上競技選手権大会       | 大阪市 | 十種競技 | 19位 | 7629 |             |
| 2008 | アジア室内陸上競技選手権大会 | ドーハ | 七種競技 | 3位  | 5306 |             |
| 2008 | 第92回日本陸上競技選手権大会 | 川崎市 | 十種競技 | 優勝 | 7594 |             |
| 2009 | 第93回日本陸上競技選手権大会 | 広島市 | 十種競技 | 2位  | 7575 |             |
| 2009 | アジア陸上競技選手権大会     | 広州   | 十種競技 | 優勝 | 7515 |             |

## 記録
- 十種競技 - 7803点（2006年）
- 七種競技（室内） - 5340点（2006年）
- 100m - 10秒70（2006年）
- 400m - 48秒52（2007年）
- 1500m - 4分38秒22（2006年）
- 110mH - 15秒01（2009年）
- 走高跳 - 1m93（2009年）
- 棒高跳 - 5m30（2008年）
- 走幅跳 - 7m34（2005年）
- 砲丸投 - 13m15（2008年）
- 円盤投 - 43m96（2009年）
- やり投 - 66m69

## 関連書籍
- 「混成競技への招待状 VOL.2」 『陸上競技マガジン 2014年4月号』 ベースボール・マガジン社, 2014年, p.130